# Оборский, Рышард
Рышард Оборский (пол. Ryszard Oborski; род. 2 мая 1952, Познань, Польская Народная Республика) — польский гребец на байдарках. Он выиграл десять медалей на чемпионате мира по гребле на байдарках и каноэ: три золотых (Б-2 500 м: 1974, Б-4 500 м: 1977, Б-4 1000 м: 1977), два «серебра» (Б-4 1000 м: 1979 , Б-4 10 000 м: 1981), и пять бронзовых медалей (Б-1 4 х 500 м: 1974, Б-4 500 м: 1978, 1979, Б-4 10000 м: 1974, 1983).
Рышард Оборский также выступал на двух летних Олимпийских играх, где его лучшим результатом стал финиш четвёртым в соревнованиях на байдарках (четвёрке) на дистанции 1000 м, в Москве в 1980 году.